# Maromokotro
Maromokotro sau Maromokotra este cel mai înalt munte din Madagascar la 2.876 metri (9.436 ft) înălțime. Acesta este situat în Masivul Tsaratanana în interiorul Rezervației Tsaratanana în partea de nord a insulei.